# Ліпе (Вжесінський повіт)
Ліпе (пол. Lipie, нім. Linden) — село в Польщі, у гміні Мілослав Вжесінського повіту Великопольського воєводства.
Населення — 266 осіб (2011).
У 1975-1998 роках село належало до Познанського воєводства.

## Демографія
Демографічна структура станом на 31 березня 2011 року:
|          | Загалом | Допрацездатний вік | Працездатний вік | Постпрацездатний вік |
| -------- | ------- | ------------------ | ---------------- | -------------------- |
| Чоловіки | 126     | 30                 | 89               | 7                    |
| Жінки    | 140     | 34                 | 86               | 20                   |
| Разом    | 266     | 64                 | 175              | 27                   |